# 鲁基耶·耶尔德勒姆
鲁基耶·耶尔德勒姆（土耳其語：Rukiye Yıldırım，1991年2月12日—）生于安卡拉，是一名土耳其女子跆拳道运动员，曾就读于塞尔丘克大学体育部。她在2002年开始练习跆拳道，2005年开始参加国内进行的比赛，2007年开始代表国家参加国际比赛。2011年，她在韩国庆州举行的世界跆拳道锦标赛上摘得46公斤级铜牌，这是她的首个世锦赛奖牌。